# Ibrahim al-Harbi
Ibrahim Mater al-Harbi (arabisch إبراهيم ماطر الحربي, DMG Ibrāhīm Māṭir al-Ḥarbī, * 10. Juli 1975 in Riad) ist ein ehemaliger saudi-arabischer Fußballspieler.

## Karriere

### Klub
Er begann seine Karriere in der Saison 1993/94 bei al-Nasr, wo er gleich zweimal hintereinander mit seinem Team die Meisterschaft gewann. Er blieb bis zum Ende der Saison 2006/07 bei dem Klub und wechselte dann für zwei Spielzeiten zum Zweitligisten Ohod Club, wo er nach der Runde 2008/09 seine Karriere beendete.

### Nationalmannschaft
Seinen ersten bekannten Einsatz für die saudi-arabische Nationalmannschaft hatte er am 5. Januar 1996 bei einem Freundschaftsspiel gegen Ghana. Hier wurde er zur zweiten Halbzeit für Ibrahim Al-Mfrej eingewechselt und zur 82. Minute für Khamis al-Dosari ausgewechselt. Nach weiteren Einsätzen war sein erstes Turnier der Golfpokal 1996. Im selben Jahr holte er mit seiner Mannschaft den Titel bei der Asienmeisterschaft 1996. 1997 wurde er bei Qualifikationsspielen für die Weltmeisterschaft 1998 sowie bei beiden Spielen im Konföderationen-Pokal 1997 eingesetzt.
Kurz vor der Endrunde der Weltmeisterschaft 1998 kam er in einem Freundschaftsspiel gegen Deutschland zu Spielminuten. Bei der WM kam er in zwei Gruppenspielen zu Kurzeinsätzen. Nach dem Turnier ging es im September weiter mit dem Arabischen Nationenpokal 1998, wo er mit seiner Mannschaft den Titel gewann. Das letzte Turnier in diesem Jahr war im November der Golfpokal 1998.
Im Jahr 1999 beinhaltete hatte er Einsätze in Freundschaftsspielen und nahm mit der Mannschaft am Konföderationen-Pokal 1999 teil und erreichte den vierten Platz. Nach zwei Jahren ohne Einsatz spielte er im Jahr 2001 unter anderem in Qualifikationsspielen zur Weltmeisterschaft 2002. 2002 war beim Golfpokal 2002 und wenigen weiteren Spielen aktiv. Nach einem 1:1-Freundschaftsspiel gegen Syrien am 30. September 2003 beendete er seine Karriere im Nationaldress.
Er war Teil des Kaders der saudi-arabischen Mannschaft bei den Olympischen Spielen 1996 in Atlanta.